# Litispendence
Překážka litispendence (lis pendens, čekající spor) v procesním právu brání zahájení dalšího řízení před soudem, pokud o téže věci (dané identickým předmětem řízení a identickými účastníky řízení) již jiné řízení u soudu probíhá.
Tentýž předmět řízení je dán tehdy, jestliže stejný nárok nebo stav vymezený žalobním petitem vyplývá ze stejných skutkových tvrzení, jimiž byl uplatněn. Shodnost účastníků je dána pokud se jedná o shodné fyzické, právnické osoby nebo organizační složky státu, totéž platí pro jejich právní nástupce (dědice, nástupnické právnické osoby vzniklé např. fúzí).
Tato překážka pro dané řízení vznikne ke dni jeho zahájení, což je den, kdy návrh na zahájení řízení došel k soudu, nebo kdy bylo vydáno rozhodnutí o zahájení řízení, které lze zahájit i bez návrhu. Jde o neodstranitelnou překážku řízení, takže pokud soud zjistí, že o dané věci již jiné řízení zahájeno dříve bylo, nové řízení i bez návrhu zastaví.